# Tournefeuille
Tournefeuille je francouzská obec (městys) nacházející se na severní straně departmentu Haute-Garonne, v regionu Occitanie.
Historické a kulturní město se nachází západně v blízkém okolí města Toulouse, podél údolí řeky Garonne, ohraničený na západě pohořím Savès, na východě pohořím Lauragais a na jižní straně údolími Ariège a Volvestre. Místo je ovlivňováno oceánským klimatem a odvodňováno vodními toky Canal de Saint-Martory, Le Touch, L'Ousseau a dalšími menšími toky. Město má pozoruhodné přírodní oblasti z pohledu fauny a flóry.
Tournefeuille je obec (městys) s cca 28 000 obyvatelů v roce 2019 poté, co zažil prudký nárůst populace od roku 1962. Nachází se v aglomeraci Toulouse a je součástí atraktivní oblasti (aire d'attraction-administrativní členění země) Toulouse. Zároveň je třetí nejlidnatější obcí v Haute-Garonne. K architektonistickým památkám města patří památkově chráněná budova, château de Gramart, zapsaná v roce 1950.

## Geografické umístění

### Lokalita
Obec Tournefeuille se nachází v departementu Haute-Garonne, v regionu Occitanie.
Nachází se cca 8 km západně, vzdušnou čarou od města Toulouse, prefektury departmentu.

### Geologie a reliéf
Rozloha obce je 1 817 hektarů a jeho nadmořská výška se pohybuje v rozmezí od 146 do 190 m n. m.

### Hydrografie
Obec se nachází v oblasti povodí řeky Garonne. Je odvodňována kanály Canal de Saint-Martory, Le Touch, L'Ousseau, Fossé de Larramet a dalšími menšími toky o celkové délce 26 kilometrů.
Vodní Canal de Saint-Martory, o celkové délce 71,2 kilometrů, pramení v obci Saint-Martory a teče z jihozápadu na severovýchod. Protéká obcí a vlévá se do řeky Garonne u Toulouse.
Le Touch pramení v obci Lilhac, má celkovou délku 74,5 kilometrů a teče z jihozápadu na severovýchod. Protéká obcí a vlévá se do řeky Garonne u obce Blagnac.
L'Ousseau o celkové délce 26,2 kilometrů pramení v obci Lherm a teče z jihozápadu na severovýchod. Do řeky Le Touch se vlévá na území obce.

### Podnebí
Klimatické podmínky města jsou od roku 2010 klasifikovány jako „klima jihozápadní pánve", podle topologie podnebí Francie. V roce 2020 obec byla provedena nová klasifikace a nyní je zařazena pod typ „změněné oceánské klima". Je to přechodové pásmo mezi oceánským, horským a polokontinentálním klimatem. Teplotní rozdíly mezi zimou a létem se zvětšují se vzdáleností od moře. Dešťové srážky jsou nižší než u moře, s výjimkou blízkosti reliéfů.

## Územní plánování

### Typologie
Tournefeuille je městská obec (městys), protože je jednou z obcí se střední hustotou obyvatel. Patří do městského celku Toulouse, který je pátý největší ve Francii, pokud jde o počet obyvatel, po Paříži, Lyonu, Marseille-Air-en-Provence a Lille.

### Využití zemědělské půdy

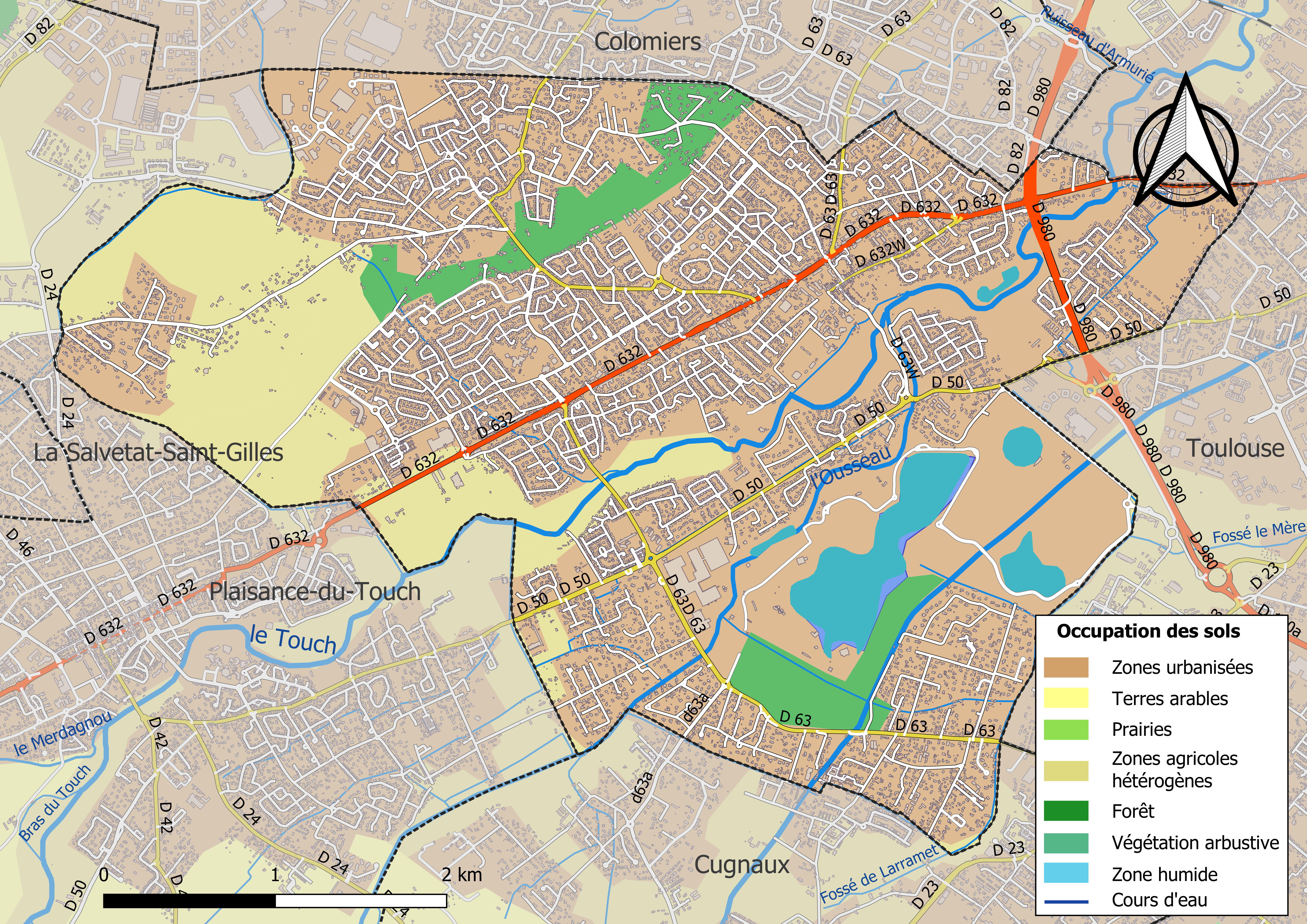
Mapa infrastruktury a využití území obce v roce 2018 (CLC).

Využití zemědělské půdy v obci bylo v roce 2018 následující: urbanizované oblasti (62.1 %), heterogenní zemědělské oblasti (13.4 %), umělá zeleň, nezemědělská (12 %), průmyslové nebo obchodní oblasti a komunikační sítě (5.4 %), lesy (4,8 %), vnitrozemské vody.

## Historie
První zmíňky o osídlení pocházejí z prehistorické doby, jak ukazují archeologické vykopávky podél řeky Le Touch. Obec, ale skutečně vznikla, až v období středověku. Tournefeuille bylo panství a pod správou farnosti Saint-Nicolas z Toulouse v roce 1503. V roce 1600 byli v Tournefeuille dva správci, Guy de Mansencal, lord z Grépiac a jeho teta Catherine de Bonail.

## Demografie
Tournefeuille zůstávala jako menší vesnice, až do 60. let dvacátého století, čítající okolo tisícovky obyvatel. Od roku 1960 do roku 1990 se obec rozrůstalo exponenciálně. Obec využívá blízkost a dynamiku města Toulouse. V roce 2011 zde již žilo téměř 26 000 obyvatel.

## Ekonomika

### Činnosti mimo zemědělství

#### Sektory
V městysu převládá sektor veřejné správy, školství, zdraví a sociální péče.obci převládá sektor veřejné správy, školství, zdraví a sociální péče.

### Zemědělství
Město se nachází v údolí, takže je zde malá zemědělská oblast, která se věnuje polykultuře na pláních a terasách. V roce 2020 je technicko-ekonomickým zaměřením, pěstování obilovin a olejnin. Využitá zemědělská plocha je 15 hektarů.

## Místní kultura a dědictví

### Místa a památky
- Kostel - Pierre postavený se zvonicí.
- Zámek z doby Ludvíka XIII - radnice
- Rekreační oblast La Ramée

## Galerie

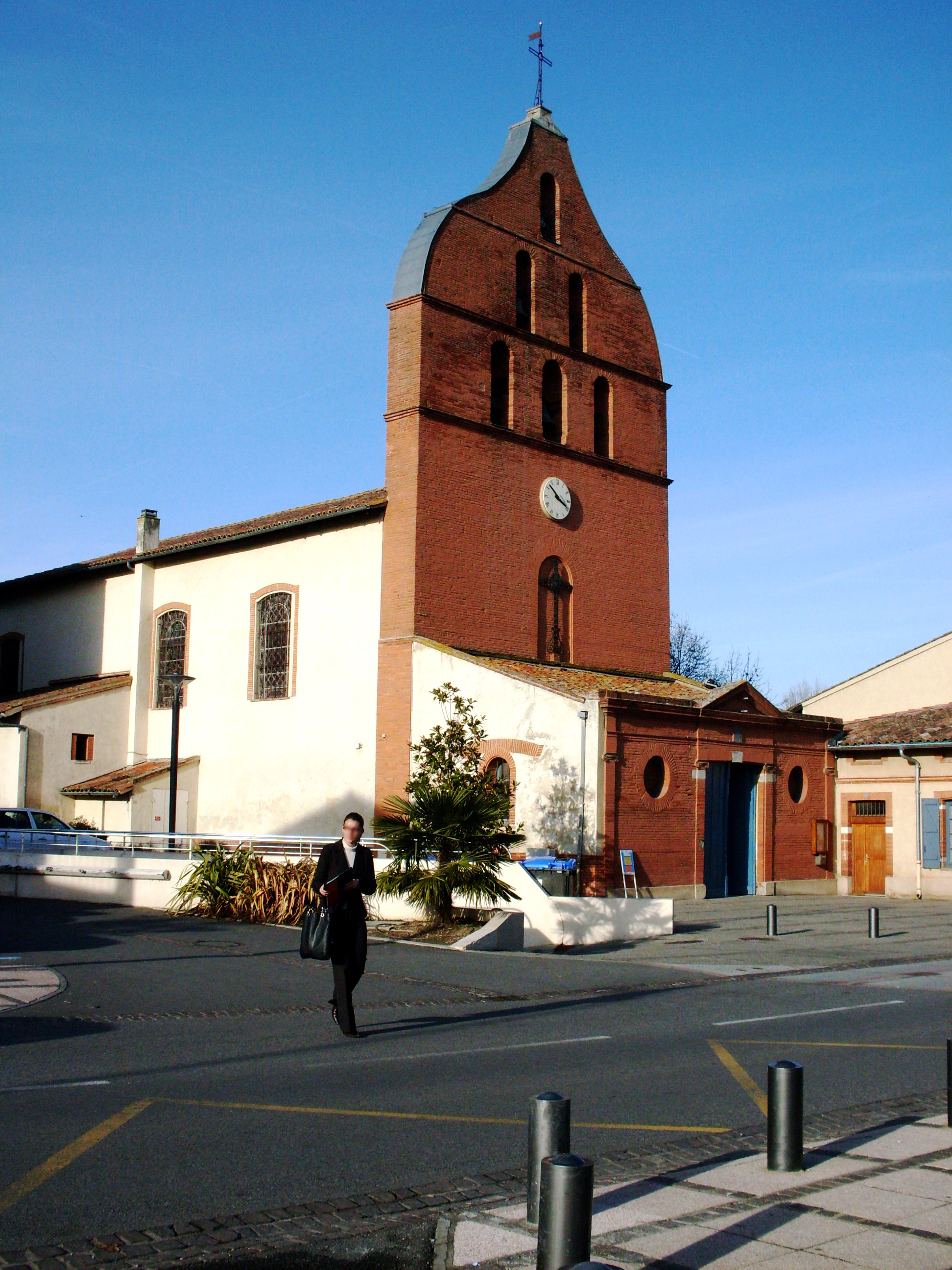
Kostel svatého Petra
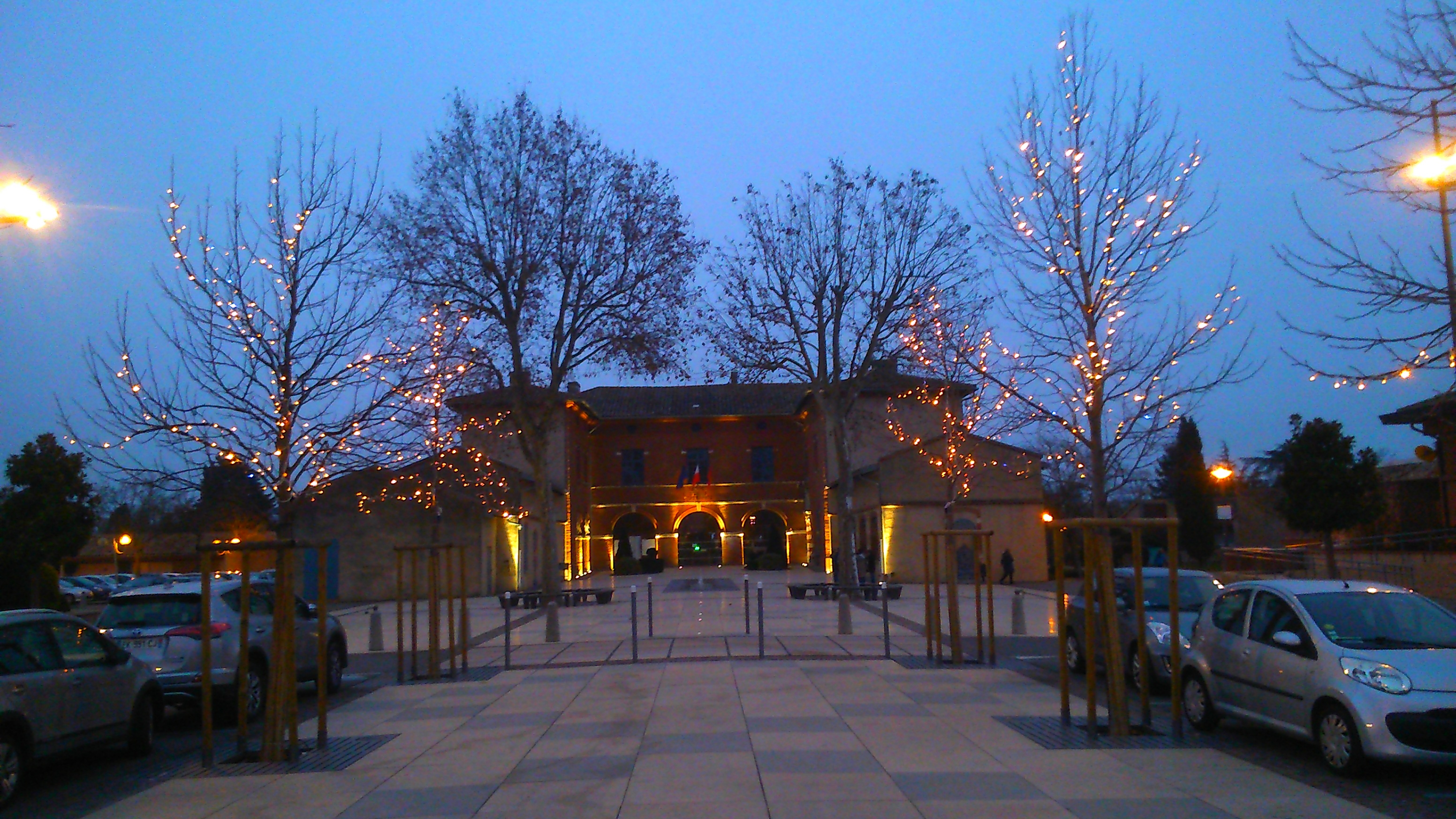
Radnice
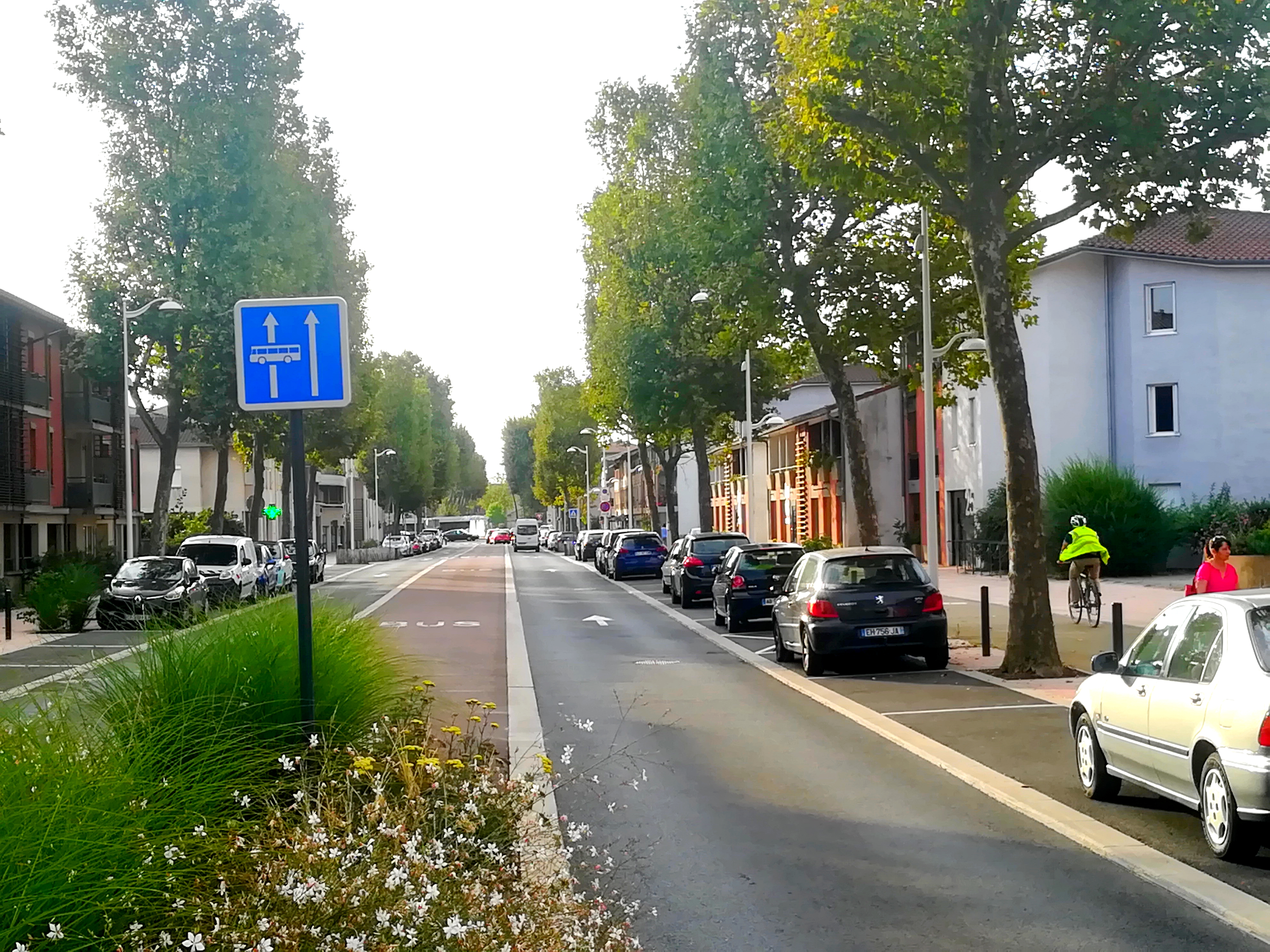
Boulevard Eugene Montel
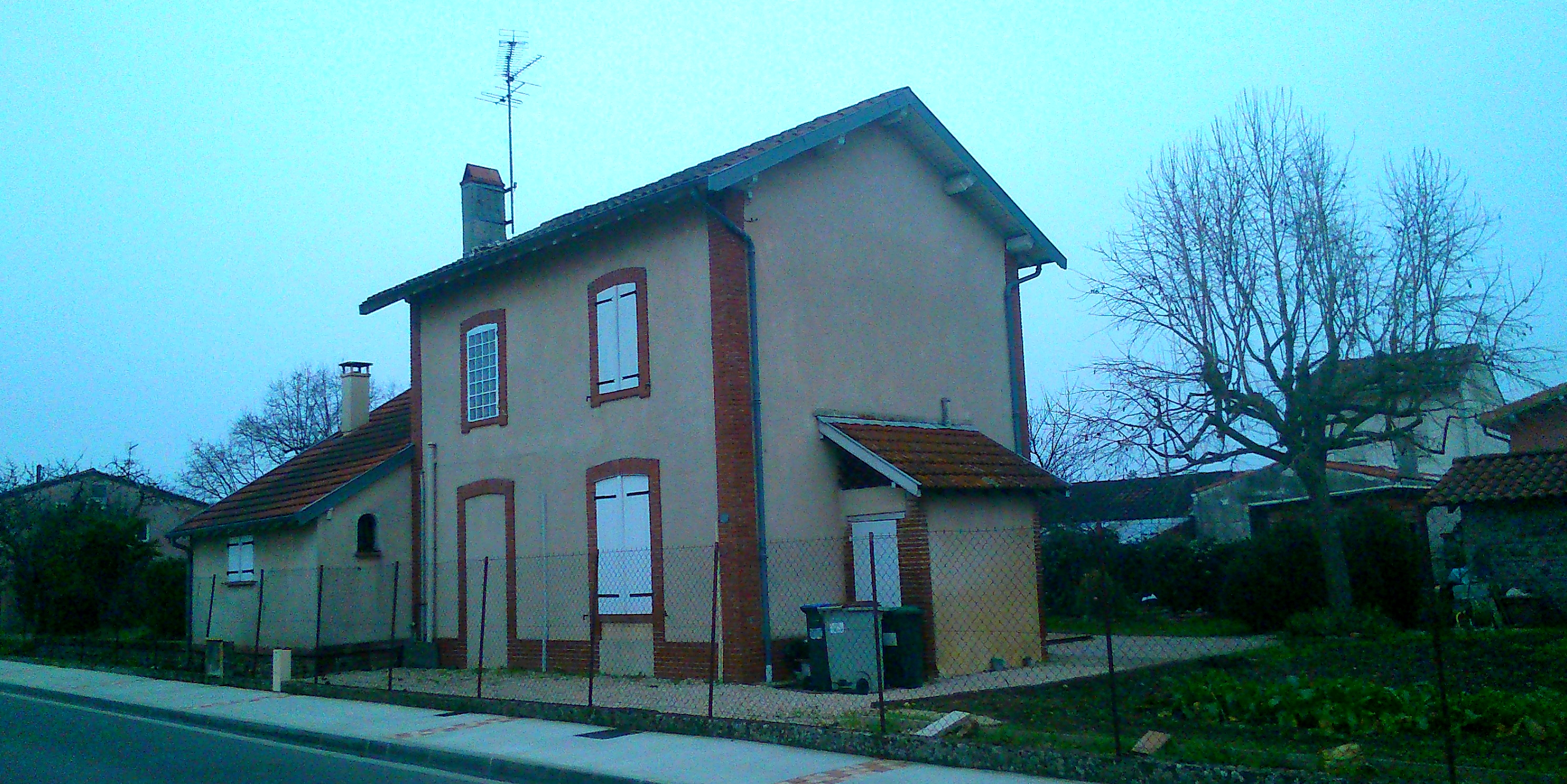
Nádraží
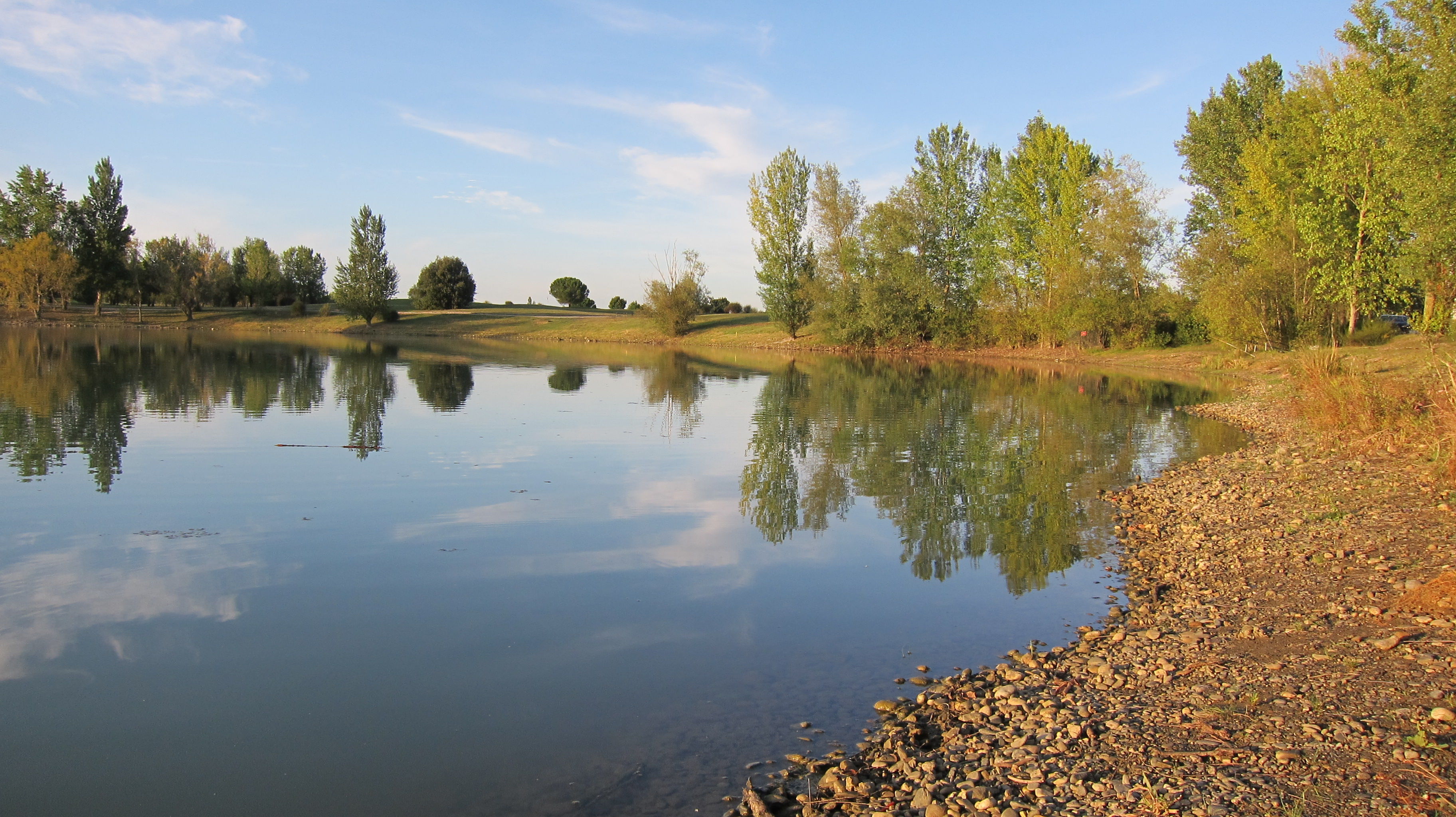
Jezero La Ramee
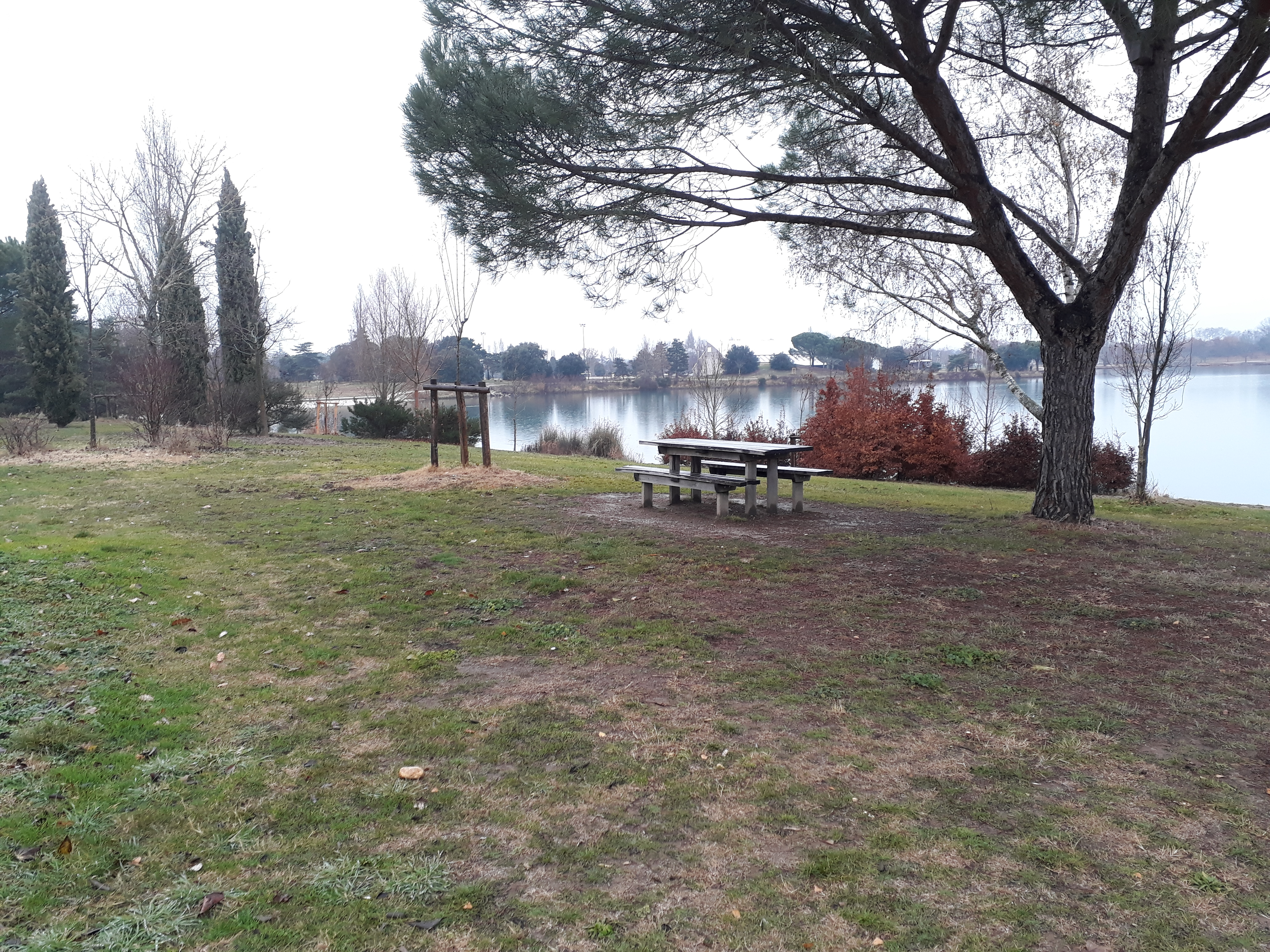
Místo na piknik u jezera
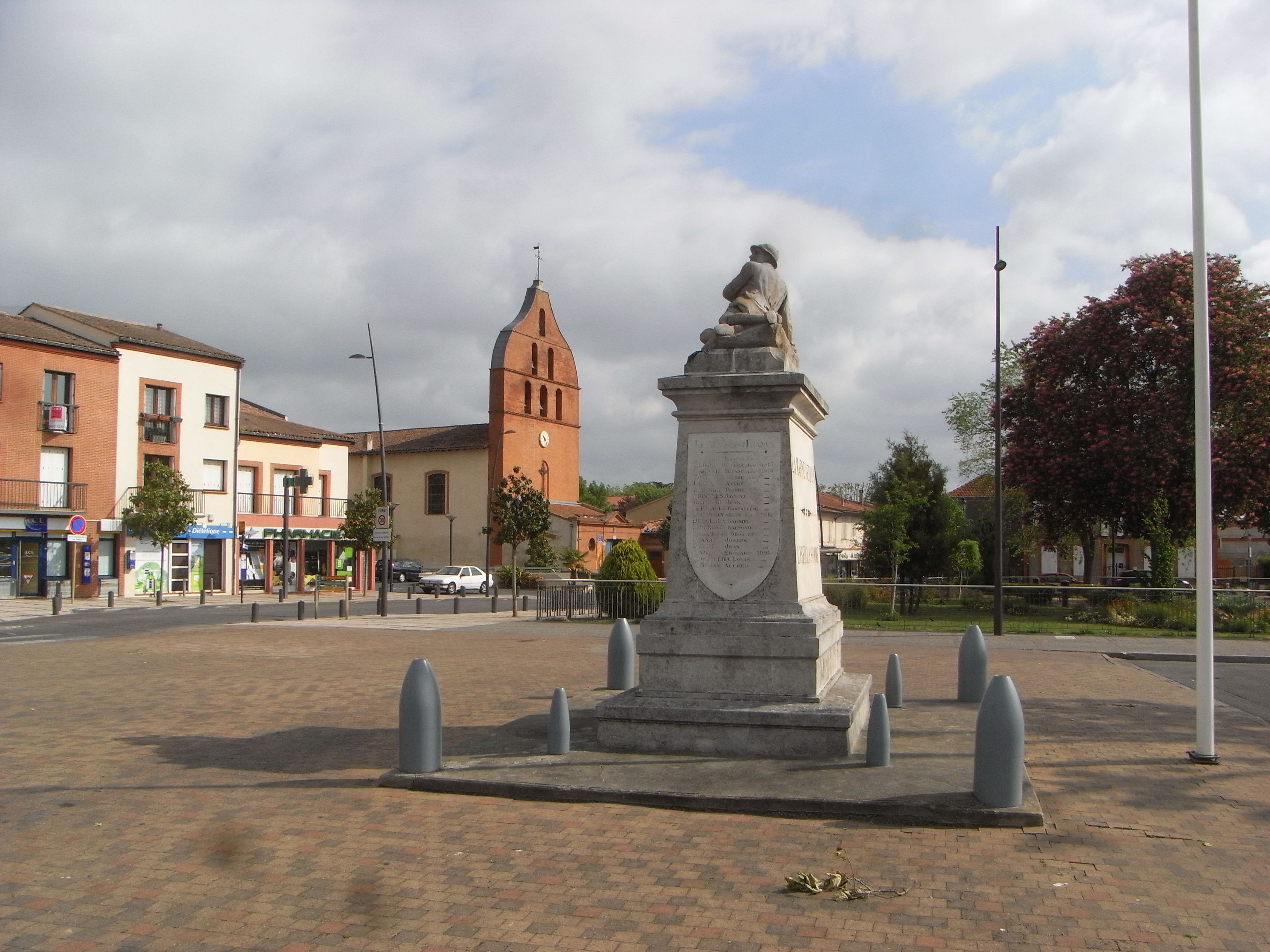
Válečný památník a kostel
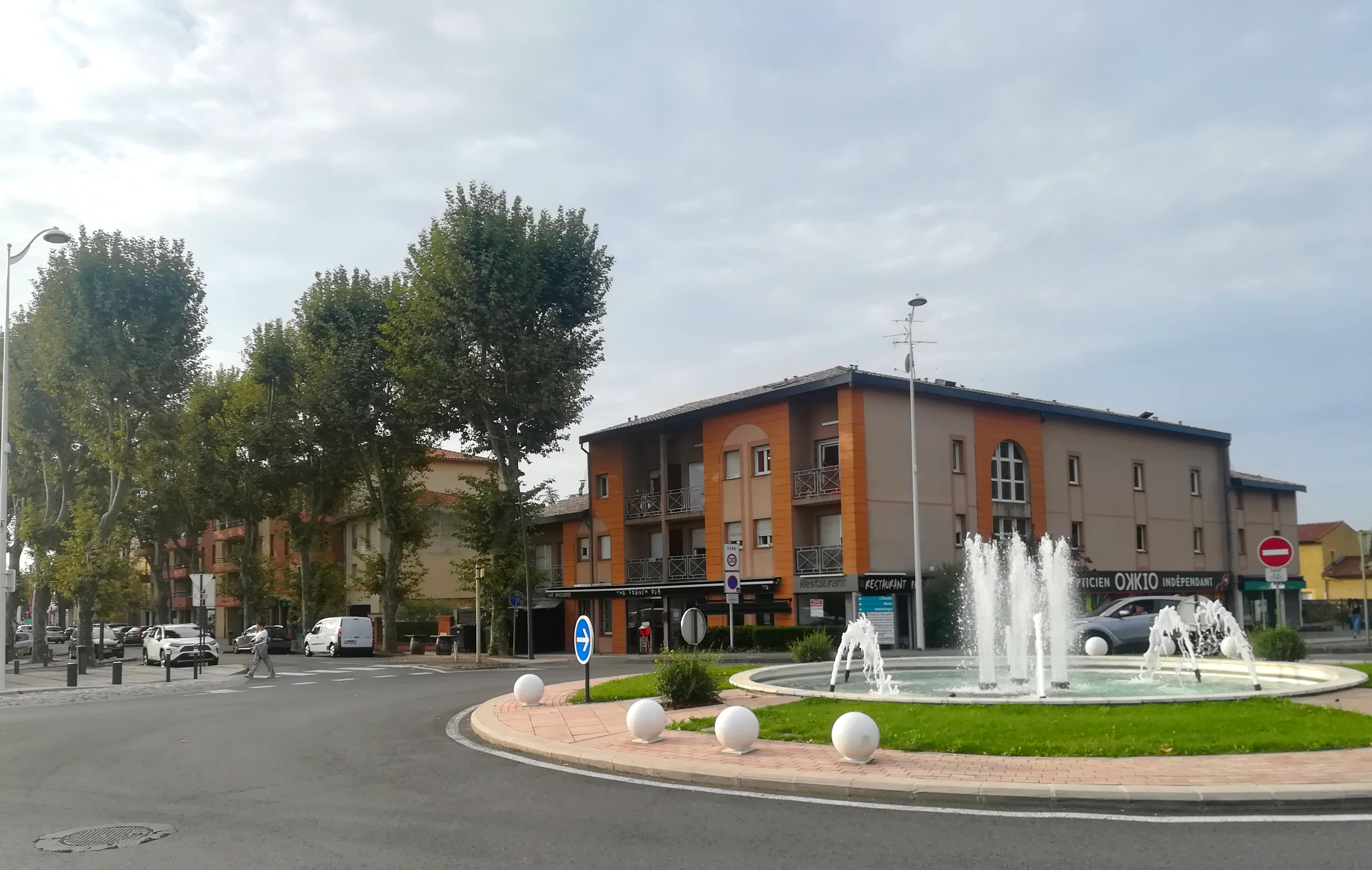
Kruhový objezd Oaks

### Kulturní dědictví

#### Současné umění a umělecká galerie
Usine, vytvořená v roce 1994, je místem zasvěceným estetice spojující umění a veřejný prostor. Od roku 2003 zde režíruje Mathieu Maisonneuve.
Od roku 2006 se festival Marionnettissimo šíří z Tournefeuille do aglomerace Toulouse, Haute-Garonne a Midi-Pyrénées

#### Městská knihovna
Tournefeuille má městskou knihovnu, obsahující více než 54 000 dokumentů uložených na 2 125 metrů čtverečních.

#### Kina
V Tournefeuille se nachází kino Utopia a Nezávislé kino, které se nachází za radnicí.

#### Koncertní sály
V Tournefeuille je vystaven víceúčelový koncertní sál, který pojme, až 3 500 diváků. Sál se nazývá Le Phare a je určen pro všechny akce pořádané magistrátem a například pro obchodní konference.
Od září 2012, bylo bývalé komunální centrum Roger Panouse, nacházející se na náměstí Place de l’Hôtel de Ville bylo rekonstrováno na kulturní sál s kapacitou 500 míst. Tento sál s názvem je věnován divadlu, tanci, hudbě a vysílání tanečních představení.

## Praktický život

### Veřejné služby
V Tournefeuille je pobočka pošty a policejní stanice.

### Rekreace
V rekreační oblasti la Ramée se nachází několik jezer, včetně jednoho o velikosti 13,5 hektarů. Můžete provozovat cyklistiku, golf nebo plachtění.

### Sportovní využití
- Horolezecký klub v Tournefeuille. TAG klub je první v regionu a první ženský klub ve Francii podle žebříčku zveřejňovaného v roce 2015 Frarancouzskou federací pro hory a lezení (FFME).
- Fotbalový klub, AS Tournefeuille.
- Házenkářský klub (Tournefeuille Handball) hrající na francouzském mistrovství v házené žen.
- Basketball, AS Tournefeuille Baket-ball je smíšený klub označený jako francouzská škola minibasketbalu.
- Golfové hřiště v la Ramée
- Klub plavání a vodního póla.

### Ekologie a recyklace
Sběr, recyklace a zpracování domovního odpadu, stejně jako ochrana a zlepšování životního prostředí, se provádí v rámci poskytovaných metropolitních služeb Toulouse Métropole.
Les jardins de Tournefeuille je prostor věnovaný určený ke sdílenému zahradničení na okraji řeky Le Touch.